# I Might Be Wrong
I Might Be Wrong este a cincea piesă de pe albumul Amnesiac al trupei britanice Radiohead. 